# Sam O’Steen
Sam O’Steen (* 6. November 1923 in St. Francis, Arkansas; † 11. Oktober 2000 in Atlantic City, New Jersey) war ein US-amerikanischer Filmeditor und Filmregisseur.

## Leben
Seine Karriere im Filmgeschäft begann er als Assistant Editor in den 1950er Jahren. 1966 begann mit dem Film Wer hat Angst vor Virginia Woolf? seine erfolgreiche Zusammenarbeit mit dem Regisseur Mike Nichols. Für diese Arbeit wurde O’Steen für den Oscar nominiert. 1968 arbeitete er zum ersten Mal mit Roman Polański zusammen. Sam O’Steen war für den Schnitt zu Rosemaries Baby verantwortlich. Ihre Zusammenarbeit wiederholte sich sechs Jahre später bei Chinatown. 1976 inszenierte O’Steen eine Fortsetzung von Rosemaries Baby mit dem Titel Look What’s Happened to Rosemary’s Baby. Sein Debüt als Regisseur gab er 1973 mit dem Film A Brand New Life. 
Sam O’Steen war verheiratet und Vater von vier Töchtern.

## Auszeichnungen (Auswahl)
1969 gewann er den BAFTA Film Award für Die Reifeprüfung. Er war insgesamt drei Mal für den Oscar nominiert; für seine Arbeiten an Wer hat Angst vor Virginia Woolf? (1966), Chinatown (1974) und Silkwood (1983).

## Filmografie
Schnitt
- 1961: The Legend of Mandinga (Dokumentarfilm)
- 1964: Sieben gegen Chicago (Robin and the 7 Hoods)
- 1964: Prinzgemahl im Weißen Haus (Kisses for My President)
- 1964: Ein Mann kam nach New York (Youngblood Hawke)
- 1965: Der Lohn der Mutigen (None But The Brave)
- 1965: Dreimal nach Mexiko (Marriage on the Rocks)
- 1966: Wer hat Angst vor Virginia Woolf? (Who’s Afraid of Virginia Woolf?)
- 1966: Das Hotel (Hotel)
- 1967: Der Unbeugsame (Cool Hand Luke)
- 1967: Die Reifeprüfung (The Graduate)
- 1968: Rosemaries Baby (Rosemary’s Baby)
- 1969: Pookie (The Sterile Cuckoo)
- 1970: Catch-22 – Der böse Trick (Catch-22)
- 1971: Die Kunst zu lieben (Carnal Knowledge)
- 1972: Portnoys Beschwerden (Portnoy′s Complaint)
- 1973: Der Tag des Delphins (The Day of the Dolphin)
- 1974: Chinatown
- 1978: Stunde der Bewährung (Straight Time)
- 1979: Hurricane
- 1979: Amo non amo
- 1982: Amityville II – Der Besessene (Amityville II: The Posession)
- 1983: Silkwood
- 1986: Sodbrennen (Heartburn)
- 1987: Nadine – Eine kugelsichere Liebe ('Nadine)
- 1988: Frantic
- 1988: Biloxi Blues
- 1988: Die Waffen der Frauen (Working Girl)
- 1989: Weiße Zeit der Dürre (A Dry White Season)
- 1990: Grüße aus Hollywood (Postcards from the Edge)
- 1991: In Sachen Henry (Regarding Henry)
- 1992: Gewagtes Spiel (Consenting Adults)
- 1994: Wolf – Das Tier im Manne (Wolf)
- 1996: Nacht über Manhattan (Night Falls on Manhattan)
- 1999: White River Kid

Regie
- 1973: A Brand New Life (Fernsehfilm)
- 1974: I Love You… Good-bye
- 1975: Die Ballkönigin (Queen of the Stardust Ballroom, Fernsehfilm)
- 1976: Sparkle – Der Weg zum Star (Sparkle)
- 1976: High Risk (Fernsehfilm)
- 1976: Look What′s Happened to Rosemary′s Baby (Fernsehfilm)
- 1981: The Best Little Girl in the World (Fernsehfilm)
- 1985: Kids Don′t Tell (Fernsehfilm)